# Duchowość w sporcie
Duchowość w sporcie - ogół przeżyć i doświadczeń podczas uprawiania sportów, które zgodnie z rozumieniem duchowości można odnosić albo do pewnego wymiaru psychiki człowieka albo do nadnaturalnej rzeczywistości. Doświadczenia sportowców można porównać do przeżyć szczytowych Abrahama Maslowa.

Wśród duchowych przeżyć sportowców można wyróżnić inne powtarzające się elementy:
- brak poczucia płynięcia czasu (i związane z tym poczucie «przepływu»),
- doświadczanie przeżyć nieobecnych w codziennym życiu, wznoszących osobę na «inny poziom» rzeczywistości,
- lepsze zrozumienie własnej osoby,
- poczucie bliskiej więzi z otaczającą rzeczywistością (często nazywanej Absolutem) lub przynależenia do większej całości.

## Duchowość w surfingu
Bron Taylor widzi w surfowaniu tak wiele elementów świadczących o duchowości, że zaproponował wprowadzenie pojęcia „akwatycznej religii”, która miałaby się opierać na szczególnej więzi jaka łączy człowieka z „Oceanem Matką”, jak najczęściej surferzy nazywają ocean.

Największa satysfakcja nie pochodzi z wykonania dobrego zwrotu, lecz z podróży i związku który powstaje z przyrodą. Delfiny, wieloryby, ryby, ptaki, drzewa, rafy, zachody słońca – zabierz te rzeczy, a pozbawisz doskonałą falę jej duszy.
Chris Gallagher

Samo surfowanie wywodzi się z tradycji hawajskiej, gdzie było sportem silnie związanym z tradycją religijną. Odprawiano specjalne ofiary i modły, by wybłagać jak największe fale. Resztki tych rytuałów przetrwały w niektórych grupach surferów do współczesności.
Surferzy często porównują swoje pływanie do chodzenia do Kościoła.
Taylor postuluje coś na kształt „religii surferów”. Składać ma się na nią zainteresowanie ochroną środowiska, która wynika ze szczególnej więzi jaką czują surferzy wobec przyrody oraz szczególne duchowe przeżycia, jakie są udziałem surferów.
Surfowanie w dużej fali często jest bardzo niebezpieczne i wymaga od sportowca doskonałego skupienia. W sensie dosłownym musi on „żyć chwilą” co jest podobne do ideału stanu umysłu, który chce się osiągnąć w niektórych religiach (np. buddyzmie Zen).

Płynięcie w fali jest najbardziej przerażającą, ale i ożywiającą częścią serfowania. Jeden z najlepszych surferów lat 70. Shaun Tomson podsumował te trudne do opisania przeżycia «czas w fali płynie wolniej».

W powyższym cytacie łatwo rozpoznać doświadczenie określane jako przepływ. Poniższy zawiera w sobie opis pewnej ponadnaturalnej siły, którą odczuwają niektórzy surferzy:

Morze zawiera w sobie magię dla tych, którzy je poznali. Magię, która w tak prosty, czysty i silny sposób niewidzialnie działa w naszych duszach. (…) Morze uwalnia, przynosi komfort, pocieszenie i ucieczkę. Morze przynosi uzdrowienie. Dusza morza, dla wielu z nas, jest istotą życia.
Keith Glendon

## Duchowość w kajakarstwie górskim

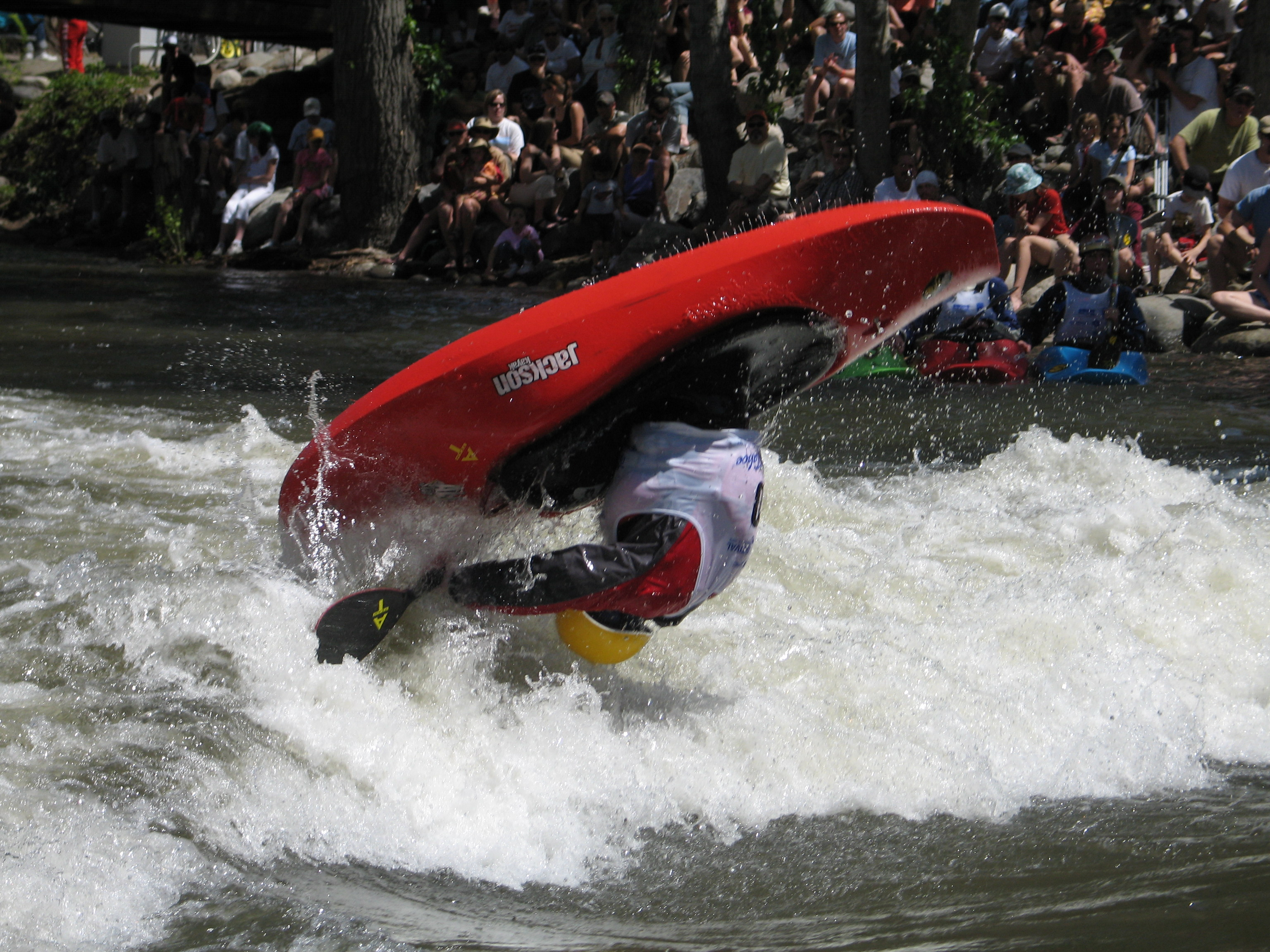
Kajakarstwo górskie

Osoby pasjonujące się spływami rwącymi rzekami określają swoje doświadczenia jako przeżycia religijne i/lub duchowe. Jeden z przyjaciół Whitney Sanford, która badała to zagadnienie, zapytany o to, czy przeżycia podczas spływu można nazwać duchowymi odpowiedział: „cóż, oczywiście że tak jest”. Sanford przez całe życie uważała, że jej doświadczenia związane z tym sportem są formą praktyk religijnych. Słuchając wypowiedzi swoich znajomych zauważyła, że opisy ich przeżyć są bliskie języka religijnego i postanowiła sprawdzić czym różnią się od opisów religijności. Postawiła ona tezę, że to nie-zachodni język religijny najlepiej oddaje doświadczenia przeżywane przez osoby uprawiające kajakarstwo oraz że przeżywanie takich doświadczeń poszerza pole pojęciowe religijności, tak jak obecnie określają ją badacze w Stanach Zjednoczonych (tzn. jako religijności indywidualnej i związanej z konkretną denominacją).
Porównuje ona odczucia sportowca do żywiołu wodnego z napięciem jakie istnieje między bóstwem a wiernym. Taką analogie ukazuje XVI wieczny poemat indyjski autorstwa Paramanada, w którym doświadczanie i opisywanie oceanu równa się pojmowaniu miłości Kriszny. Serce wierzącego tonie w głębi istoty Kriszny. Miłość bóstwa (ocean) może być doświadczona tylko poprzez całkowite zanurzenie się serca i ciała człowieka; intelekt może doświadczyć tylko powierzchni tego zjawiska. Zdaniem Sanford ten hinduski przykład i doświadczenia podczas uprawiania sportu wskazują na budowanie sakralności wykorzystując do tego doświadczenia zdobyte w kontakcie z rzeczywistością. Dlatego nie można tutaj pojmować sacrum w zachodnim sensie – jako radykalnie oddzielonej od rzeczywistości ziemskiej transcendencji.

## Duchowość w samotnych ekspedycjach sportowych
J. H. Laing i G. I. Crouch analizując przeżycia osób, które podejmowały ekstremalne wyzwania sportowe, jak zdobywanie wysokich szczytów, biegunów czy przemierzania innych trudno dostępnych miejsc, doszli do wniosku, że takie przeżycia odpowiadać muszą na pewne specyficzne potrzeby człowieka we współczesnym świecie. Zadziwiająca popularność ekspedycji poza obszary, gdzie dociera cywilizacja, ma dowodzić chęci przeżywania chwil w samotności i izolacji od innych ludzi, która może pozwolić na zdystansowanie się do swojego życia i przemyślenia własnej skali wartości. Osoby takie określają swoje przeżycia jako „autentyczne”, odróżniając je od codziennego życia, w którym trudno im dostrzec „prawdziwe” zdarzenia. Mają one poczucie, że znajdują się w miejscu czystym, nie skażonym obecnością innych ludzi. Przechodzą niejako przez świętą przestrzeń, której nie posiadł przed nimi nikt inny, co wywołuje w nich poczucie „autentyczności”. Podróżnicy opisują, że w takich przeżyciach przepełnionych samotnością, będą mogli odnowić swoje życie duchowe, wyrwać się z „duchowego odrętwienia” w które wtłoczyło ich życie w społeczeństwie. Duchowość widzą oni także w świadomości bliskiej łączności z naturą i otaczającym krajobrazem, wyzwalającej się dzięki skupieniu, na które pozwala obcowanie z ciszą dzikiej przyrody.

## Duchowość a sport – badania
Na Muzułmańskim Uniwersytecie w Aligarh S. T. Murtaza, S. Sharif i M. Sharique przeprowadzili badania sprawdzając, czy zaistnieje różnica w wynikach na skali duchowości pomiędzy kobietami a mężczyznami. Przebadano równą grupę dwustu studentów i studentek należących do klubów sportowych. Do zmierzenia duchowości użyto Spirituality Assessment Scale autorstwa H. Beazleya. Wykazano, że sportsmenki osiągnęły wyższe wyniki na skali duchowości w porównaniu ze sportowcami. Zdaniem autorów jest to zgodne z innymi badaniami, które wskazują na ogólnie wyższy poziom duchowości wśród kobiet. W ich opinii może to być spowodowane większą wrażliwością, opiekuńczością i tym, że kobiety z reguły bardziej angażują się emocjonalnie w wykonywane przez siebie aktywności. Wskazują także, że sportsmenki w wypadku trudności częściej niż mężczyźni zwracają swoją uwagę w kierunku Boga.